# 구니미정 (오이타현)
구니미정(国見町)은 오이타현 히가시쿠니사키군에 있던 정이다. 
2006년 3월 31일에 히메시마촌을 제외한 각 마을과 신설 합병해 구니사키시가 되어 소멸하였다.

## 지리
구니사키 반도의 북부에 위치한다. 해안에 가까운 지역에 마을이 산재해 있다. 중심 취락은 이미 지구.

## 역사
- 1955년 4월 1일 - 1정 1촌이 대등합병해 구니미정(くにみまち)이 성립하였다.
- 1960년 3월 31일 - 2정이 대등합병해 구니미정(くにみちょう)이 되었다.
- 2006년 3월 31일 구니사키정, 무사시정, 아사정과 신설합병해 구니사키시가 되었다.

## 교통

### 도로
- 국도 213호선